# وسا المكير (خولان)

تعديل مصدري - تعديل

وسا المكير هي إحدى قرى عزلة المكير اللغباء بمديرية خولان التابعة لمحافظة صنعاء، بلغ تعداد سكانها 210 نسمة حسب تعداد اليمن لعام 2004.